# Thomaston (Georgia)
Thomaston è una città degli Stati Uniti d'America, situata nello Stato della Georgia, nella contea di Upson, della quale è il capoluogo.